# Hetty Pettigrew
La modèle et sculptrice britannique Hetty Pettigrew, parfois mentionnée sous son nom complet Harriet Selina Pettigrew, nait à Portsmouth le 9 octobre 1867 et meurt en 1953 à Londres. Ses sœurs Rose et Lily sont, comme elle, modèles pour les peintres anglais de l'époque.

## Biographie
Les parents d'Harriet et de ses douze frères et sœurs
sont le tailleur de liège William Joseph Pettigrew et son épouse Harriet Davis, couturière à domicile.
Hetty a environ quinze ans quand son père meurt subitement. Elle s'installe à Londres avec sa mère et ses jeunes sœurs. Dans la capitale, les sœurs entrent dans le monde artistique, devenant des modèles pour des peintres comme James McNeill Whistler, William Holman Hunt, John Everett Millais (qui les appelle « les trois petites gitanes ») et John William Godward. 
Selon une description que donnera sa sœur Rose, Hetty a « des cheveux raides et brillants, aux teints de châtaigne, une peau splendide et de grands yeux noisette ».
L'un des tout premiers tableaux pour lesquels posent Hetty — qui alors 17 ans — et ses deux sœurs est, en 1884, la toile « Une Idylle de 1745 », que peint cette année-là John Millais.
Comme ses sœurs, Hetty pose pour Whistler, qui peint un portrait d'elle en 1890 et la dessine au pastel. Elle posait nue pour « L'Arabe », l'un des dessins les plus érotiques de Whistler qui la représentait allongée sur un lit.
En 1884, Hetty rencontre le peintre Théodore Roussel. Dès 1886, le tableau « Jeune femme à la lecture » de celui-ci a Hetty pour sujet : elle y lit, assise sur une chaise, à l'aise dans sa nudité. Elle devient sa maîtresse, et, vers 1900, donne naissance à leur fille Iris. Mais quand meurt la femme de Roussel, ce n'est pas Rose qu'il épouse mais Ethel Melville, elle-même veuve de l'aquarelliste Arthur Melville. Nous sommes alors en 1914. Hetty ne souhaite plus poser pour lui et se consacre dorénavant à la sculpture : elle expose au Royal Glasgow Institute of the Fine Arts, et est en relation avec des sculpteurs comme Hamo Thornycroft et John Tweed,.
Elle meurt à Londres en 1953.

## Galerie d'images

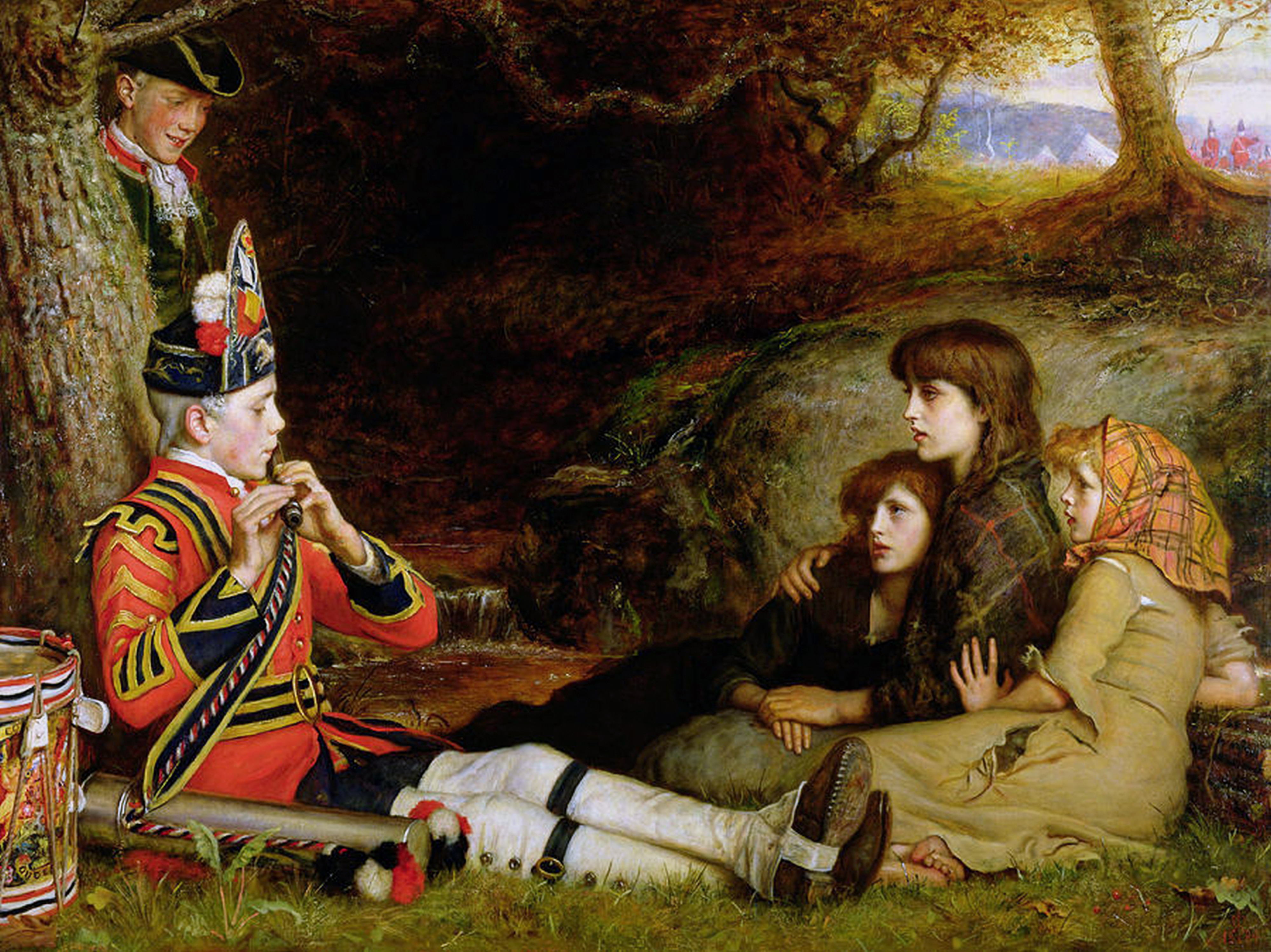
1884 Les trois sœurs Pettigrew posent pour John Everett Millais, Une idylle en 1745
1890 Hetty Pettigrew, photographiée par le caricaturiste Edward Linley Sambourne
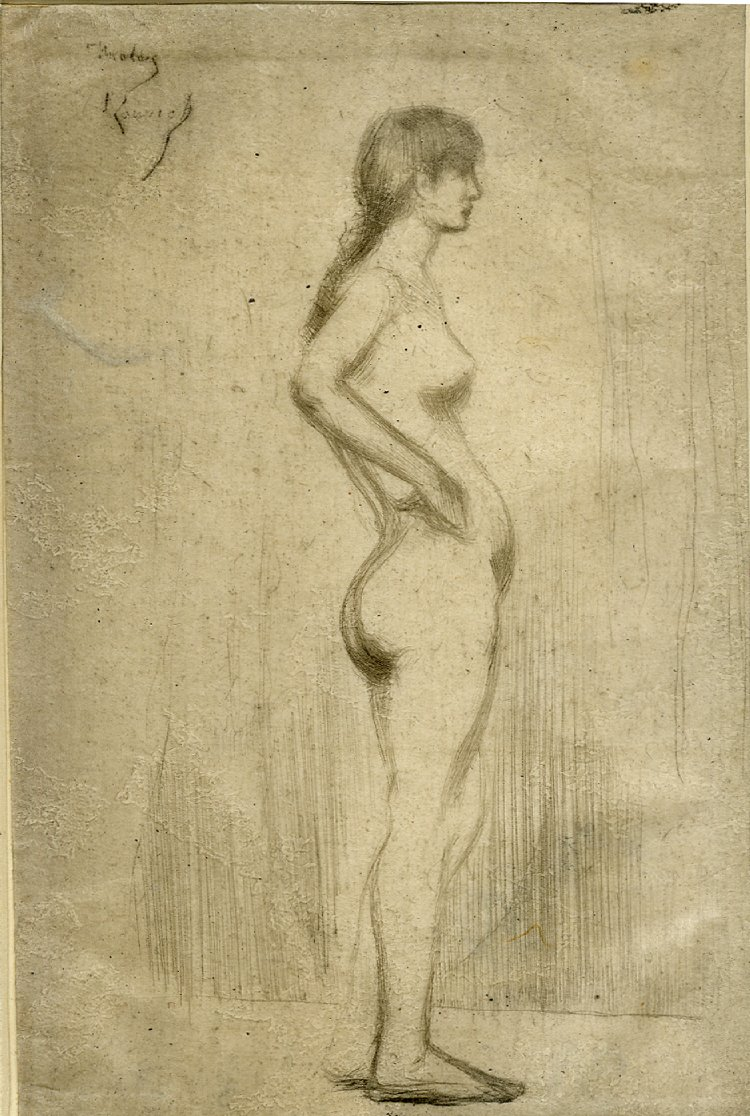
1890 Théodore Roussel, Étude de nu féminin en pied, 1890
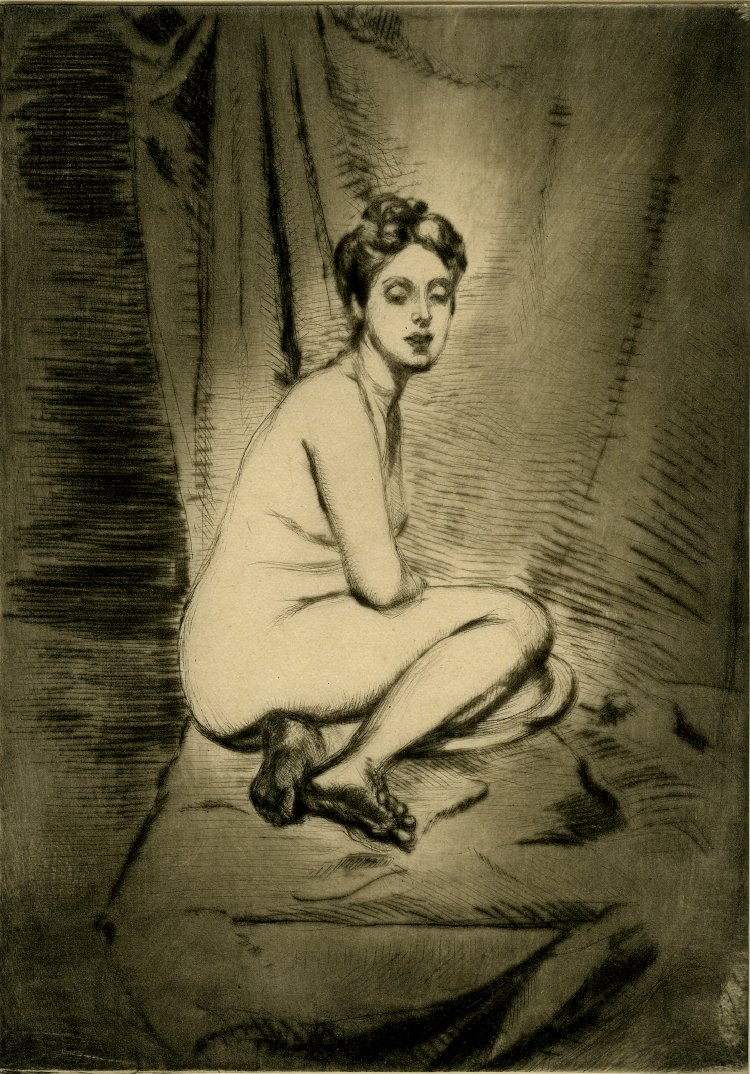
1906 Théodore Roussel, Nu féminin assis, 1906
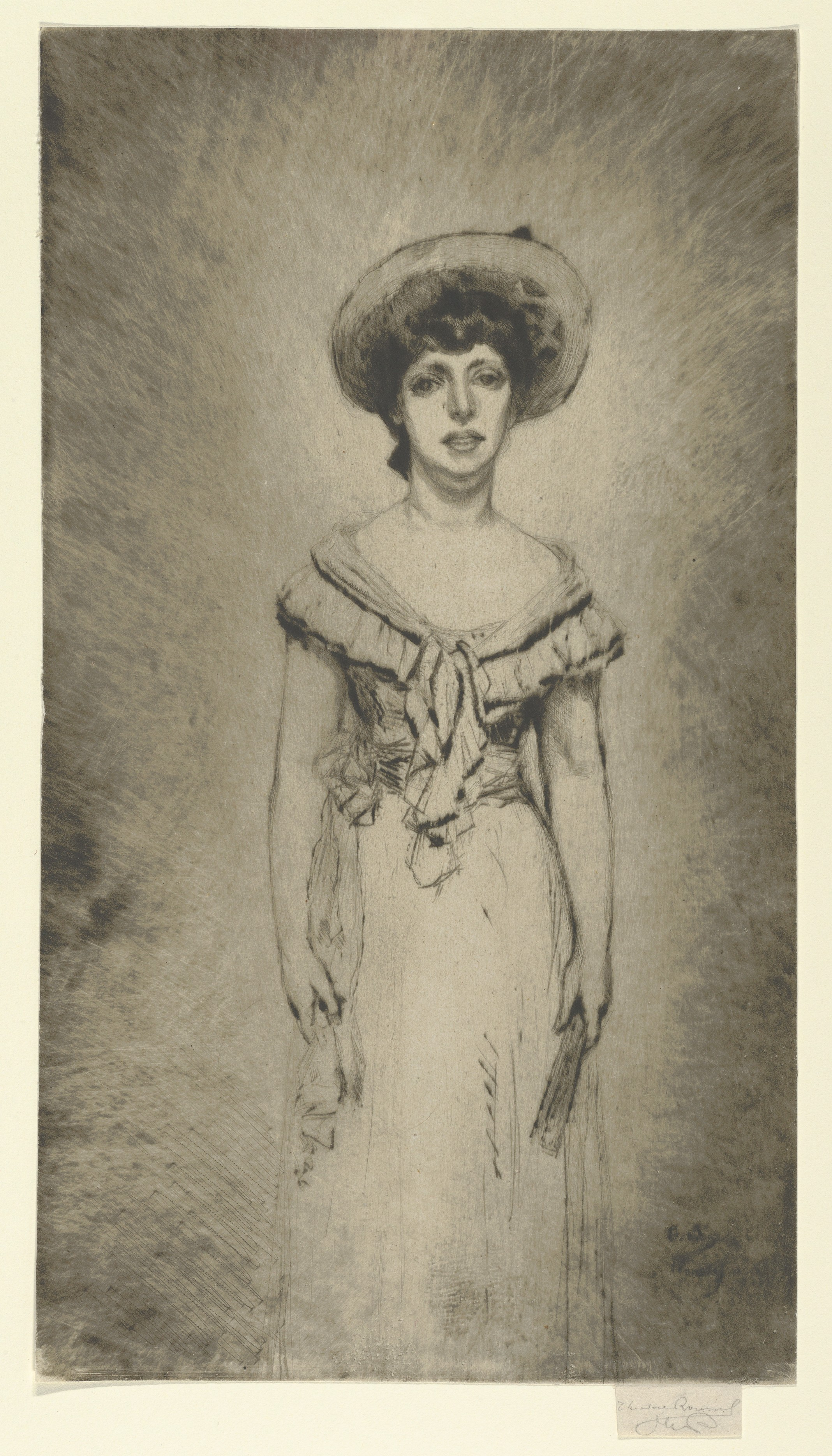
1908 Théodore Roussel, Portrait de Mlle Hetty Pettigrew